# X (socialt medie)
 For alternative betydninger, se X (flertydig). (Se også artikler, som begynder med X)
X (tidligere Twitter) er et socialt netværk og mikro-blogging-værktøj, der giver brugerne mulighed for at sende og læse statusbeskeder – også kendt som tweets. Det særlige kendetegn ved X er, at statusbeskederne er begrænset til oprindeligt 140 tegn, men i 2017 udvidet til op til 280, der dog kan udvides med vedhæftede billeder, videoer og links. Det betyder, at X og Twitter ofte har været brugt til korte, hurtige opdateringer og diskussioner.
Tweets vises på brugerens egen profil og kan ses af de andre brugere, også selvom de ikke følger vedkommende, da de kan se tweets på hashtags, hvis de bliver retweetet af en bruger de selv følger, eller hvis de aktivt ser på brugerens profil. I modsætning til andre sociale netværk, har der på Twitter aldrig været krav om, at man skal følge hinanden gensidigt. Hvor andre sociale medier som Facebook i de første år ofte blev brugt til at skabe kontakt med venner og familie, så blev Twitter mere set som et professionelt værktøj, hvor man fulgte folk, man havde en professionel interesse i. De forskellige sociale medier ændrer dog løbende på deres regler og metoder, og derfor ændres brugen af de sociale medier også løbende.
Twitter konkurrerer mod andre sociale medier, såsom Facebook og LinkedIn. Siden 2024 har Bluesky tiltrukket sig opmærksomhed som en direkte konkurrent med omtrent samme overordnede webdesign. Bluesky har markedsført sig som at moderere sit indhold mere
I 2022 købte iværksætteren Elon Musk Twitter og ændrede dets navn til X. Efter Musks køb har flere rådgivere været ude og advare om, at platformen er blevet et mere usikkert sted, med mere hadefuldt og kontroversielt indhold og manglende mulighed for at moderere, hvad man ønsker at se.

## Historie

### 2006–2021
Ideen til Twitter opstod i marts 2006 som et udviklingsprojekt i podcasting-firmaet Odeo. Medarbejderen Jack Dorsey kom på ideen om at lave en service, der ville gøre det nemt at sende korte beskeder til grupper af mennesker. Han byggede efterfølgende den første prototype i løbet af et par uger sammen med sin kollega Biz Stone. Den første offentlige udgave blev gjort tilgængelig i juli 2006. På dette tidspunkt hed produktet twttr.
Twitters første gennembrud kom på den indflydelsesrige IT-konference SXSW i Texas i 2007, hvor det samlede antal tweets steg fra 20.000 til 60.000 dagligt. I efteråret 2013 gik Twitter på Børsen, og firmaets samlede værdi endte på 31 milliarder dollars. Der har løbende været en debat om Twitters reelle værdisætning, da antallet af nye brugere er stagnerende og firmaets omsætning stadig er lav i forhold til værdisætningen på Børsen. Den årlige omsætning lå i 2015 på 2,2 mia. dollars, mens der i samme år var et underskud på 500 millioner dollars. I slutningen af 2019 havde Twitter dog en historisk høj omsætning på over en milliard dollars fordelt på årets sidste måneder, hvor størstedelen af indtægterne blev hentet via reklamer. I hele 2019 var omsætningen på 3,5 milliarder dollars, som var en stigning på 14 procent fra 2018.
Twitter har gennem årene købt en række andre firmaer og produkter med det formål at inkorporere dem i Twitter. Det gælder blandt andet Tweetdeck, Twitpic, Vine og Periscope.

### 2022–nu
I 2022 købte Elon Musk Twitter efter et kaotisk forløb over et halvt år, der fik adskillige brugere til at flytte over til konkurrenten Mastodon. 24 Juli 2023 udmeldte Musk, at han vil ændre Twitters navn til "X" og skifte hjemmesidens domæne til "x.com", som er et domæne Musk selv har ejet siden 2017.

## Twitter i samfundet
Twitter blev i de første år særligt kendt for evnen til at rapportere nyheder hurtigere end de gængse nyhedsmedier. Et af de mest kendte eksempler på dette var ved Turkish Airlines-flystyrtet ved Schiphol-lufthavnen i februar 2009, hvor Twitter-brugere der overværede ulykken skrev om den før de traditionelle nyhedsmedier. Da Osama bin Laden blev fanget i 2011, var det også en Twitter-bruger i området, der først undrede sig over helikopter-trafikken, som senere viste sig, at være fra det amerikanske militær.
Twitter er meget udbredt blandt politikere, journalister og topfolk i f.eks. interesseorganisationer og firmaer. Her benytter politikere og topfolk sig af muligheden for at udsende korte meldinger om aktuelle emner, som ofte bliver grebet og gentaget af pressen. Mange kendte skuespillere, musikere og sportsfolk bruger deres Twitter-konto til at rapportere fra turneer eller kampe.
Twitter er et effektivt værktøj til at kommunikere i netværk, og har derfor været brugt i forbindelse med flere politiske opstande, f.eks. det Arabiske Forår og stormen på det amerikanske Kongres i 2021.

## Størrelse
Internationalt gennemgik Twitter en eksplosiv vækst i de første år. Ifølge firmaets egne tal havde de i oktober 2008 3,2 mio. brugerkonti, hvilket er vokset til 310 mio. aktive brugere om måneden i 2016. Brugerne genererer over 340 millioner tweets daglig, og udførte 1,6 milliarder søgninger per dag.
I Danmark blev der i løbet af 2015 i alt skrevet ca. 21 millioner tweets (inkl. retweets). Det betyder en nedgang af aktivitet i forhold til 2014, hvor danskere sendte ca. 27 millioner tweets af sted.